# Yangire
Yangire (ヤンギレ?, Yangire) è un termine giapponese che indica uno stereotipo di personaggio inizialmente gentile ed affettuoso che in seguito si rivela estremamente combattivo o addirittura psicopatico e brutale. Si tratta di un tipo di personaggio nato in seno ai videogiochi, principalmente nei simulatori di appuntamenti, ed in seguito adottato in altri media come anime o manga.

## Terminologia
Il termine "Yangire" nasce dall'unione delle parole yanderu (病んでる?) e kire (切り?). "Yanderu" può essere tradotto in italiano come "malato", mentre "kire" (che diventa "gire" per motivi fonetici) significa tagliare.
Spesso il termine è assimilato e confuso con Yandere, viste le similitudini che hanno i due termini, ma ciò non è corretto, infatti il personaggio Yangire è influenzato solo da traumi del passato, amicizie o famiglia, o semplicemente pazzia ma non (ed è proprio la cosa che distingue da uno Yandere) da motivi di gelosia (solitamente amorosa).

## Esempi
Esempi particolarmente significativi e famosi sono quelli di: Rena di Higurashi no naku koro ni, Kurumi di Date A Live, Ryoko Asakura de La malinconia di Haruhi Suzumiya, Lucy di Elfen Lied, Ivan Braginski dal manga/anime Hetalia Axis Powers, Kanato Sakamaki di Diabolik Lovers e Yumeko Jabami di Kakegurui.